# Help Me (piosenka)
Help Me – piosenka napisana przez Larry'ego Gatlina w 1974 roku. Elvis Presley wykonywał ją na żywo w latach 1974-1977.